# 辛格阿希比劳拉
辛格阿希比劳拉（Singahi Bhiraura），是印度北方邦Kheri县的一个城镇。总人口17125（2001年）。

## 人口
该地2001年总人口17125人，其中男性8970人，女性8155人；0—6岁人口2718人，其中男1430人，女1288人；识字率37.04%，其中男性为43.30%，女性为30.15%。